# Les Damnés de la Terre (film)
Pour les articles homonymes, voir Les Damnés de la Terre (homonymie).
Pour plus de détails, voir Fiche technique et Distribution.
Les Damnés de la Terre (I dannati della Terra) est un film dramatique italien réalisé par Valentino Orsini et sorti en 1969.
Il s'agit d'une adaptation de l'ouvrage Les Damnés de la Terre de Frantz Fanon paru en 1961.

## Synopsis
Abraham Malonga, un jeune cinéaste africain, a légué après sa mort son seul film inachevé au réalisateur italien Franco Morelli. Morelli sollicite l'aide de la veuve de Malonga pour terminer son film.

## Fiche technique
- Titre français : Les Damnés de la Terre[1]
- Titre original italien : I dannati della Terra[2]
- Réalisation : Valentino Orsini
- Scenario : Valentino Orsini, Alberto Filippi d'après Les Damnés de la Terre (1961) de Frantz Fanon
- Photographie :	Giuseppe Pinori (it)
- Montage : Paolo Lucignani
- Musique : Benedetto Ghiglia
- Décors : Giovanni Sbarra
- Costumes : Lina Nerli Taviani
- Société de production : Ager Cinematografica, Ministero del turismo e dello spettacolo
- Pays de production :  Italie
- Langue originale : Italien
- Format : Noir et blanc - Son mono - 35 mm
- Durée : 100 minutes
- Genre : Drame psychologique
- Dates de sortie :
  - Italie : 19 avril 1969
  - France : 1971

## Distribution
- Frank Wolff : Franco Morelli
- Marilù Tolo : Adriana
- Serigne N'Diaye Gonzales : Abraham
- Carlo Cecchi Ingardo
- Marina Malfatti : Luciana
- Roberto Bisacco :
- Elisa Kadigia Bove :
- Calisto Calisti :
- Vittorio Duse :
- Steffen Zacharias :
- Daniel Sorano :
- Anna Campili :
- Marcello Di Martire :
- Renato Nicoali :
- Francesco Ravizza :
- Romano Scavolini :